# Falling Spring (Virginia Occidental)
Falling Spring es un pueblo ubicado en el condado de Greenbrier en el estado estadounidense de Virginia Occidental. En el Censo de 2010 tenía una población de 211 habitantes y una densidad poblacional de 154,29 personas por km².

## Geografía
Falling Spring se encuentra ubicado en las coordenadas 37°59′33″N 80°21′25″O / 37.99250, -80.35694. Según la Oficina del Censo de los Estados Unidos, Falling Spring tiene una superficie total de 1.37 km², de la cual 1.33 km² corresponden a tierra firme y (2.46%) 0.03 km² es agua.

## Demografía
Según el censo de 2010, había 211 personas residiendo en Falling Spring. La densidad de población era de 154,29 hab./km². De los 211 habitantes, Falling Spring estaba compuesto por el 94.31% blancos, el 0.47% eran afroamericanos, el 0.47% eran amerindios, el 0% eran asiáticos, el 0% eran isleños del Pacífico, el 0.95% eran de otras razas y el 3.79% pertenecían a dos o más razas. Del total de la población el 0.95% eran hispanos o latinos de cualquier raza.